# Enid Bennett
Pour les articles homonymes, voir Bennett.

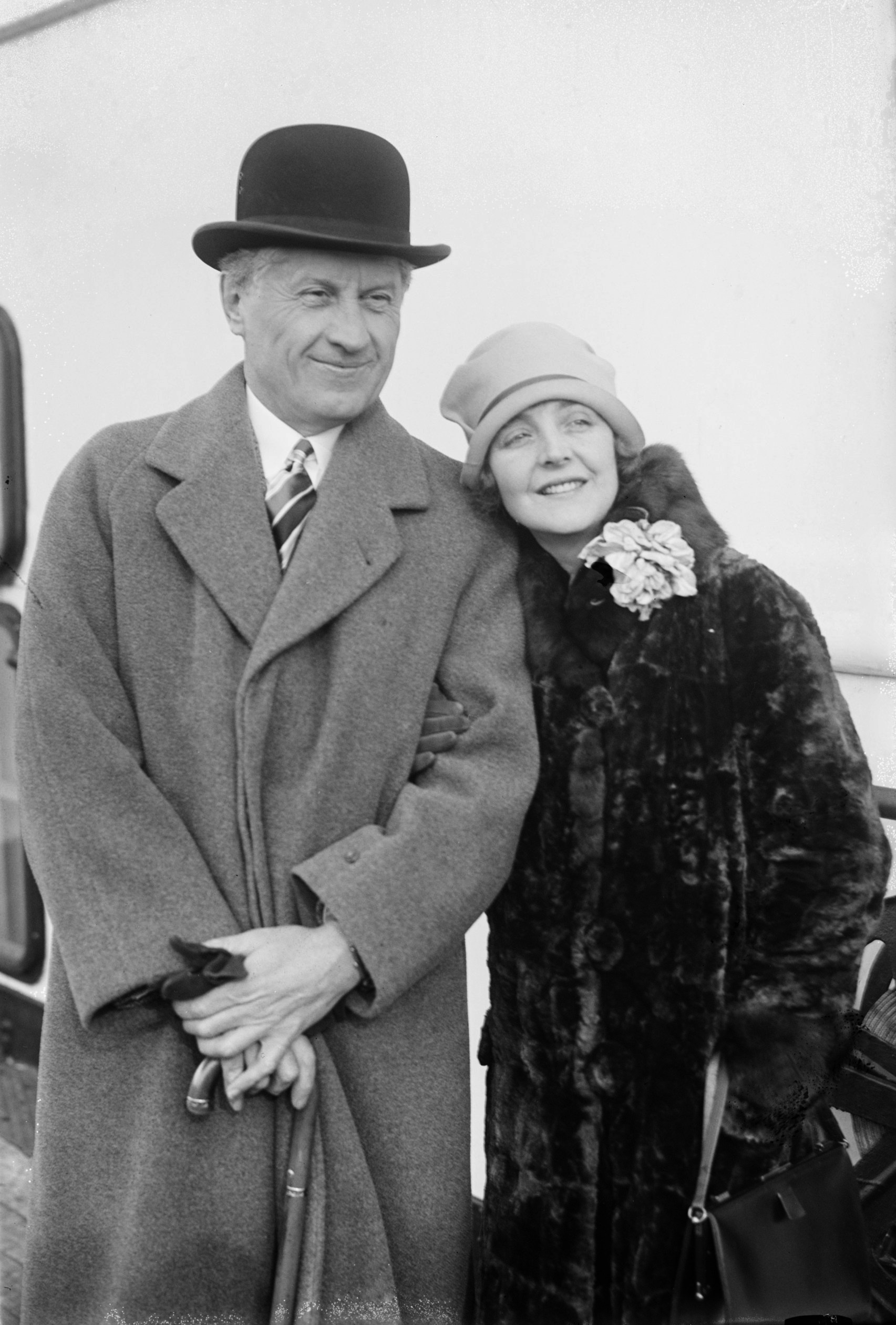
Enid Bennett et son époux Fred Niblo, en 1926

Enid Bennett est une actrice d'origine australienne, née à York (Australie-Occidentale, Australie) le 15 juillet 1893, et morte à Malibu (Californie, États-Unis) le 14 mai 1969.

## Biographie
Au cours des premières années 1910, Enid Bennett débute au théâtre dans son pays natal. En 1915, le réalisateur américain Fred Niblo vient tourner en Australie ses deux premiers films (sortis en 1916), dans lesquels joue la jeune actrice, qui fait ainsi ses débuts au cinéma — si l'on excepte une prestation non confirmée en 1913. Elle suit Niblo lorsqu'il regagne les États-Unis et s'y installe définitivement. À la fin de cette même année 1915, elle joue au théâtre à Broadway (la seule fois), dans Cock o' the Walk, pièce d'Henry Arthur Jones.
Après un bref mariage, soldé par un divorce, avec Sidney Franklin, également réalisateur américain, Enid Bennett se remarie en 1918 avec Fred Niblo, alors veuf. Elle apparaîtra dans dix-sept autres films muets réalisés par son second mari, entre 1918 et 1924. De plus, elle tourne aux côtés de Niblo (acteur) dans cinq films muets.
Au total, Enid Bennett participe à cinquante-deux films (américains, sauf les deux premiers, australiens), dont seulement huit parlants, le dernier en 1941, année où elle se retire. Elle avait d'ailleurs nettement ralenti ses activités d'actrice après 1923, pour se consacrer à sa famille (trois enfants sont nés de sa seconde union). Son rôle le mieux connu est sans doute celui de Lady Marian dans le Robin des Bois de 1922, avec Douglas Fairbanks interprétant le rôle-titre.
Notons encore que Marjorie Bennett (1896-1982) et Catherine Bennett (1901-1978), les deux sœurs cadettes d'Enid, étaient également actrices.

## Filmographie complète
(*) : films avec Fred Niblo, acteur

### Réalisations de Fred Niblo
- 1916 : Get-Rich-Quick Wallingford (*) ; Officer 666 (*) (films australiens, tournés en 1915)
- 1918 : The Marriage Ring ; When Do We Eat? ; Fuss and Feathers
- 1919 : 
  - Happy though married
  - Partners Three
  - The Law of Men
  - La Chambre hantée (The Haunted Bedroom)
  - The Virtuous Thief
  - À l'ombre du bonheur (Stepping Out)
  - What every Woman learns
- 1920 : Le Trait d'union (The Woman in the Suitcase) de Fred Niblo
- 1920 : The False Road
- 1920 : Hairpins
- 1920 : Her Husband's Friend
- 1920 : Froufrous de soie (Silk Hosiery)
- 1923 : Les Étrangers de la nuit (Strangers of the Night)
- 1924 : The Red Lily

### Autres réalisateurs

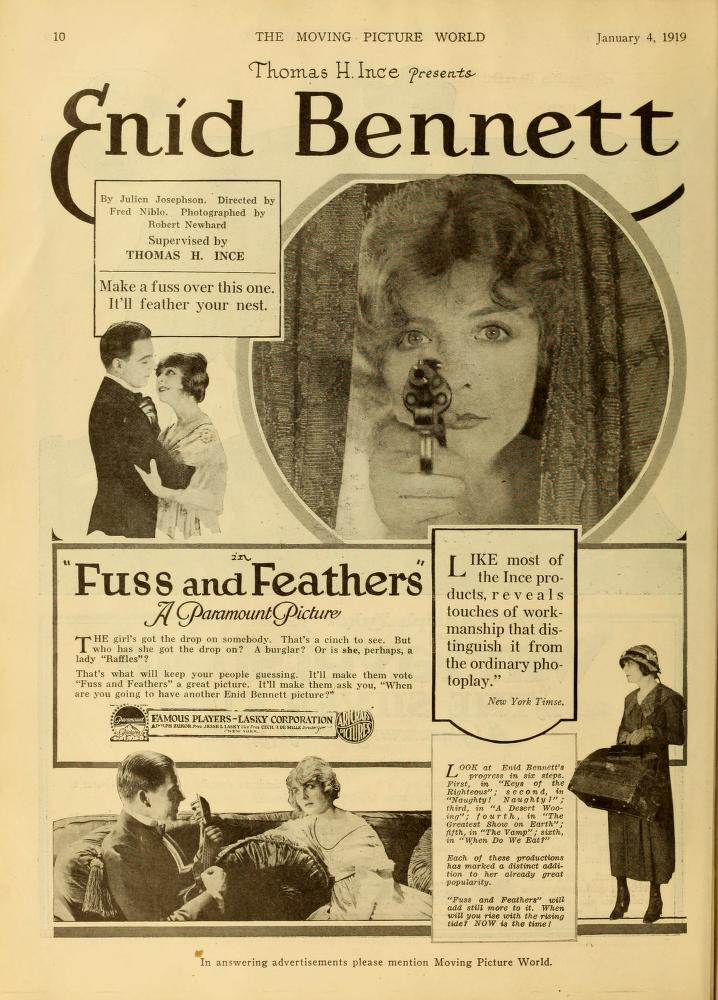
Fuss and Feathers (1919)

- 1916 : Pour sauver sa race (The Aryan) de Reginald Barker, William S. Hart et Clifford Smith
- 1917 : Princess of the Dark de Charles Miller
- 1917 : The Little Brother de Charles Miller
- 1917 : Happiness de Reginald Barker
- 1917 : The Girl, Glory de Roy William Neill
- 1917 : The Mother Instinct de Lambert Hillyer et Roy William Neill
- 1918 : The Keys of the Rightehous de Jerome Storm
- 1918 : Naughty, Naughty ! de Jerome Storm
- 1918 : The Biggest Show on Earth de Jerome Storm
- 1918 : A Desert Wooing de Jerome Storm
- 1918 : Séductrice (The Vamp) de Jerome Storm
- 1918 : They're Off de Roy William Neill
- 1918 : Coals of Fire (it) de Victor Schertzinger (*)
- 1921 : Keeping Up with Lizzie de Lloyd Ingraham
- 1922 : Robin des Bois (Robin Hood) d'Allan Dwan
- 1922 : The Bootlegger's Daughter (*) et Scandalous Tongues (*) de Victor Schertzinger
- 1923 : Your Friend and Mine de Clarence G. Badger
- 1923 : The Bad Man d'Edwin Carewe
- 1923 : The Courtship of Myles Standish de Frederick Sullivan
- 1924 : A Fool's Awakening d'Harold M. Shaw
- 1924 : L'Aigle des mers (The Sea Hawk) de Frank Lloyd
- 1926 : A Woman's Heart de Phil Rosen
- 1927 : The Wrong Mr. Wright de Scott Sidney
- 1927 : The Flag : A Story inspired by the Tradition of Betsy Ross d'Arthur Maude
- 1929 : Good Medicine de Leslie Pearce
- 1931 : Waterloo Bridge de James Whale
- 1931 : Skippy  de Norman Taurog
- 1931 : Sooky de Norman Taurog
- 1939 : Meet Dr. Christian de Bernard Vorhaus
- 1939 : Intermezzo (Intermezzo : A Love Story) de Gregory Ratoff
- 1940 : En avant la musique (Strike Up the Band) de Busby Berkeley
- 1941 : Les Marx au grand magasin (The Big Store) de Charles Reisner